# Episodi di Élite (settima stagione)
La settima stagione della serie televisiva Élite, composta da 8 episodi, è stata interamente pubblicata dal servizio on demand Netflix il 20 ottobre 2023.

| nº | Titolo originale                   | Titolo italiano          | Pubblicazione   |
| -- | ---------------------------------- | ------------------------ | --------------- |
| 1  | Las Encinas                        | Las Encinas              | 20 ottobre 2023 |
| 2  | Protocolo                          | Protocollo               | 20 ottobre 2023 |
| 3  | Bling-Bling                        | Bling-bling              | 20 ottobre 2023 |
| 4  | Punto y coma                       | Punto e virgola          | 20 ottobre 2023 |
| 5  | La familia                         | La famiglia              | 20 ottobre 2023 |
| 6  | Tocar fondo                        | Toccare il fondo         | 20 ottobre 2023 |
| 7  | Solo abrázame                      | Abbracciami e basta      | 20 ottobre 2023 |
| 8  | Voy a acabar con esto para siempre | Voglio solo farla finita | 20 ottobre 2023 |

## Las Encinas
- Titolo originale: Las Encinas

### Trama
A due settimane dalla sparatoria, fortunatamente senza feriti, Omar sta cercando di riprendere in mano la sua vita, rifiutando l'ipotesi di svolgere uno stage a Las Encinas che lo farebbe ripiombare in crisi. Alcuni genitori pretendono la cacciata di Dídac dalla scuola, sostenendo che è il contesto familiare da cui proviene ad attirare la criminalità. Iván torna a casa dall'ospedale e si prodiga per discolpare Patrick; Sara gli dà man forte, indispettendo Raúl che la obbliga a tacere per mantenere il loro segreto. La madre di Nico accoglie in casa il nipote Eric, un ragazzo ribelle e politicamente attivo, nella speranza che stando nella loro famiglia possa mettere la testa a posto.
Chloe, una nuova arrivata a Las Encinas, non si dà problemi del fatto che un video sessualmente esplicito su di lei stia circolando tra gli studenti. Chloe manifesta immediatamente un'attrazione per Eric, avendo intuito che entrambi hanno un carattere diretto e senza freni. Iván si invaghisce del fattorino delle pizze Joel, senza sapere che ha fatto domanda per una borsa di studio a Las Encinas e, soprattutto, che è l'attuale ragazzo di Omar. Quando la domanda di Joel viene accettata, Omar non fa i salti di gioia, temendo che l'amato venga risucchiato nel suo stesso buco nero.
La maggioranza dei genitori si schiera per la permanenza di Didac. Omar decide di accettare lo stage a Las Encinas, convinto dal terapeuta che l'unico modo per vincere i suoi incubi sia tornare nel luogo in cui hanno avuto origine. Luis, il nuovo dirigente scolastico di Las Encinas, è in realtà un poliziotto che sta indagando sugli affari loschi della famiglia di Didac.

## Protocollo
- Titolo originale: Protocolo

### Trama
Omar ha un attacco di panico nei corridoi di Las Encinas, ritornandogli in mente la morte di Samuel. Iván ha procurato a Joel una divisa per partecipare alla gara di ippica, invitandolo ad andare negli spogliatoi per provarla; qui trovano Omar, rifugiatosi per smaltire l'attacco di panico, che si presenta a Iván come il fidanzato di Joel. Isadora e Didac continuano la loro relazione, ignorando che le rispettive famiglie sono in guerra; Roberta e Pau si sono infatti accordati affinché Didac non fosse espulso da Las Encinas, ma il prossimo passo è che la storia d'amore tra i due ragazzi abbia fine. Sara fatica a nascondere i segni delle violenze di Raúl.
Chloe rimprovera sua madre Carmen, con cui è in perenne competizione, per aver tentato di abbordare Iván. Raúl avverte Sara che sono al verde, quindi per restare nel loro lussuoso appartamento devono tornare insieme in pubblico. Joel apprende da Iván la ragione della depressione di Omar. Rocío presenta a Eric un'amica di sua madre, una giudice che può impedire lo sfratto del suo collettivo. Nico ha un ritorno di fiamma con Sonia, dopo averle chiesto scusa per i loro trascorsi. Carmen rivela a Chloe che Iván è il suo fratellastro, ed è per questo motivo che l'ha iscritta a Las Encinas. Amazonia, la cavalla di Isadora, muore avvelenata e Roberta incolpa Pau dell'accaduto.
Jessica, l'insegnante di educazione fisica, si è accorta dei segni sulle braccia di Sara, invitandola a confidarsi con lei. Sara escogita una mossa per affrontare i problemi economici, suggerendo a Iván di trasferirsi a vivere con lei e Raul e allontanarsi dalla casa del padre che gli evoca soltanto brutti ricordi. Joel si dice disposto a lasciare Las Encinas pur di dare sollievo a Omar, ma quest’ultimo gli impedisce di commettere un errore e preferisce piuttosto che sia lui a lasciare lo stage. Andato nell'ufficio di Luis per dimettersi, Omar riceve una richiesta di aiuto sulla app della scuola.

## Bling-Bling
- Titolo originale: Bling-Bling

### Trama
Sara organizza una festa di compleanno a tema glitter. Carmen insiste che Chloe faccia amicizia con Iván, così da avere l'opportunità di avvicinarlo. Luis si impossessa del cellulare di Didac, restituendoglielo dopo aver installato una cimice. Jessica invita le studentesse a partecipare a lezioni di autodifesa, rivolte soprattutto a Sara che deve imparare ad affrontare Raúl. Sonia si offre di aiutare Omar a conoscere meglio gli studenti di Las Encinas, sperando di riuscire a individuare l'autore della richiesta di aiuto.
Visto che Chloe sembra tergiversare, Carmen si presenta alla festa per spronare il malinconico Iván a ributtarsi nella mischia, stabilendo un legame con lui. Isadora e Didac vogliono stanare gli affari loschi delle loro famiglie, così fingono in pubblico di essersi lasciati; Luis continua ad ascoltare le loro conversazioni, nonostante non abbia ottenuto il mandato per poterlo fare. Rocío si ritrova coinvolta nello sgombero del centro sociale del collettivo di Eric, venendo arrestata dalla polizia benché non avesse fatto nulla.
Quando vede una foto di Joel che sta ballando a stretto contatto con Iván, Omar si precipita alla festa, dove incrocia Sonia che gli consiglia di stare tranquillo sulla fedeltà del fidanzato. Arrivato tardi alla festa dopo lo sgombero del centro sociale, Nico finisce tra le braccia di Chloe, venendo scoperto da Sonia. Terminata la festa, Raúl fa in diretta social la proposta di matrimonio a Sara, senza sapere che la futura moglie ha iniziato a frequentare le lezioni di autodifesa di Jessica.

## Punto e virgola
- Titolo originale: Punto y coma

### Trama
Las Encinas ospita alcuni studenti provenienti dalle migliori scuole dell'Africa. Siccome Joel ha messo in chiaro che devono restare soltanto amici, Iván sta valutando di allontanarsi per un po' e trascorrere un semestre in Sudafrica. Eric inizia a rigare dritto nella speranza di conquistare Rocío, nel frattempo rimessa in libertà dalla polizia, ma la ragazza è stata redarguita dalla madre a restare lontana dai tipi loschi. Spiando il computer di Luis, Omar si accorge che è Iván a pagare la retta di Joel a Las Encinas.
Raúl scopre del gruppo di autodifesa a cui sta partecipando Sara, restandone turbato. Deluso per Rocío, Eric tenta di riprendere i discorsi con Chloe, ma tra loro non c'è più la scintilla dell'inizio. Isadora ascolta una conversazione tra suo padre e la madre di Rocío, da cui emerge il complotto per tentare di ritardare lo sgombero del centro sociale. La polizia irrompe alla Isadora House, dove si sta svolgendo una festa con gli studenti africani, perché sono stati segnalati dei pusher.
Omar ricorda di quando stava tentando il suicidio, buttandosi da un ponte, e Joel lo convinse a non farlo. Avendo preso atto che la loro storia è ormai al capolinea da tempo, Omar decide di lasciare libero Joel, che decide di andare a casa di Ivan e di rompere la regola dell'amicizia, facendogli sapere che la notte al glitter party è stata la notte migliore della sua vita. 
L'arrivo inatteso di Joel impedisce a Carmen di rivelare la verità a Iván su lei e Chloe. Omar viene trovato riverso a terra dal suo coinquilino.

## La famiglia
- Titolo originale: La familia

### Trama
Dopo essersi ripreso dallo svenimento, Omar fa capire a Joel che la sua presenza in casa non è più gradita. La situazione precipita quando Omar sorprende Joel fare sesso con Iván sul suo letto. Essendosi accorta che Raúl è attratto da Chloe, Sara diventa sua amica nella speranza di "scaricare" a lei il fidanzato. Carmen vuole mettere le mani sull'eredità di Cruz, preoccupandosi quando viene a sapere che Iván sta vendendo tutto.
Preoccupato per la tenuta mentale di Omar, Iván ritiene opportuno congelare la storia con Joel, anche perché sostiene che quest'ultimo voglia stare con lui unicamente per fuggire dalla depressione del fidanzato. Chloe resta delusa nello scoprire che Sara intendeva usarla contro Raúl, poiché credeva di aver finalmente trovato un'amica. I genitori di Isadora si ingegnano su come poter riaprire la loro attività, finita sotto sequestro dopo la retata della polizia.
Carmen bussa alla porta di Iván, confessandogli di essere stata innamorata di suo padre; dopodiché, i due assumono droghe, e, quando iniziano a baciarsi, 
Carmen fugge via agitata. Sara confessa a Chloe i suoi problemi con Raúl, concordando che si daranno man forte a vicenda nel metterlo sotto scacco. Isadora riceve la proposta dal padre di diventare proprietaria di Isadora House, l'unico modo per riaprire il locale. Siccome non vuole trattare con la famiglia di Didac, Isadora mette fine alla loro storia.

## Toccare il fondo
- Titolo originale: Tocar fondo

### Trama
Sara diffonde un video che documenta il tradimento di Raúl con Chloe, attribuendo però a quest'ultima la responsabilità della divulgazione del filmato, visto che tanto la sua reputazione di ragazza facile parla per lei. Isadora invita la classe all'inaugurazione della nuova Isadora House sotto la sua gestione, anche se il padre vorrebbe che firmasse per sgomberare l'appartamento in cui vivono Omar e Joel. Sara comunica a Raúl la rottura del fidanzamento, rammentandogli che, se proverà a denunciarla alla polizia, lei farà altrettanto per le violenze subite.
Isadora ha autorizzato lo sgombero, senza sapere che le vittime sono Omar e Joel. Didac mette in mezzo Rocío, la cui madre ha firmato l'ordinanza, convincendo Isadora a fermare lo sgombero. Dopo aver trascorso un pomeriggio rilassante con la madre, Chloe scopre quello che Carmen ha combinato la sera prima con Iván, così la ragazza decide di rivelare la verità al compagno di scuola. Eric accetta di farsi seguire da uno psichiatra per domare i suoi attacchi di rabbia, condizione necessaria per poter restare a vivere da Nico.
Raúl posta un video in cui annuncia la fine della storia con Sara, dipingendola come manipolatrice e al tempo stesso riabilitando pubblicamente Chloe. Delusa per aver smascherato l'ipocrisia della madre, Rocío si riavvicina a Eric, anche lui in cerca della propria identità. Stanco dei giochi di potere tra le famiglie, Didac comunica a Luis l'intenzione di abbandonare Isadora e Las Encinas. Luis si vede obbligato a rivelargli che è un detective, convincendolo ad aiutarlo a incastrare il padre di Isadora.

## Abbracciami e basta
- Titolo originale: Solo abrázame

### Trama
La convivenza e la condivisione del dolore fanno scoccare nuovamente la scintilla tra Omar e Joel. Mentre per Joel si è trattato di un singolo episodio, volto a tranquillizzare l'agitato Omar, quest'ultimo si è messo in testa di ricostruire la loro relazione. Roberta rimprovera Isadora per aver bloccato lo sgombero, sostenendo che non è in grado di gestire gli affari di famiglia. Rocío vuole stare lontana dalla madre corrotta, così chiede ospitalità a Nico che, visti gli influssi positivi della ragazza su Eric, accetta.
Carmen disapprova la relazione tra Chloe e Raúl, convinta che il ragazzo la stia soggiogando esattamente come faceva con Sara. Joel si rende conto di aver ripreso a fare sesso con Omar all'unico scopo di farlo stare meglio. Eric non riesce a reggere la terapia farmacologica che lo ha reso inappetente e sessualmente inibito, così va al vecchio centro sociale alla ricerca di droghe e finisce per imbattersi in Chloe, nel frattempo sgattaiolata fuori dall'appartamento di Raúl. Consumata una sveltina, Chloe scrive alla madre per dirle di non volere più la vecchia sé.
Didac fotografa dei documenti di Isadora per conto di Luis, ma la ragazza si è dimostrata più scaltra e gli ha fornito delle carte inutili. Joel chiede a Iván di riprendere la loro relazione, unico modo per staccarsi dal groviglio che lo avviluppa a Omar. Iván affronta Carmen, concordando di pagarla 2.000.000 € affinché esca dalla sua vita. Omar torna a vivere dai genitori nella speranza di riuscire ad affrontare una volta per tutte i propri demoni interiori.

## Voglio solo farla finita
- Titolo originale: Voy a acabar con esto para siempre

### Trama
Presente. Lungo la strada principale la polizia sta coprendo un corpo presumibilmente morto, i detective annunciano che la persona è morta per un suicidio.
Passato. Nico pretende che Eric, rientrato al mattino dopo una notte di bagordi, sloggi da casa sua, salvo poi avere i sensi di colpa. Per placare una furiosa Isadora, Didac la mette al corrente dell'indagine in corso sulle loro famiglie, ma la ragazza non intende agire alle spalle del proprio clan come sta facendo lui. Isadora avverte i genitori del pericolo che stanno correndo, convincendoli che la cosa migliore è chiudere i conti con la madre di Rocío. Sara consuma una sveltina con Raúl nel bagno della scuola, registrando il tutto di nascosto.
Iván propone a Joel di seguirlo in Sudafrica, dove potrebbero vivere liberamente il loro amore. Indeciso se accettare, Joel chiede consiglio a Omar e al coinquilino Dalmar, ricevendo pareri opposti. Risvegliatosi in stato confusionale nella sede del collettivo, Eric sale sul tetto e scrive un messaggio di aiuto sulla app di Las Encinas, il quale viene rintracciato da Sonia, la quale va a cercare Nico. Sara e Carmen fanno fronte comune per liberare Chloe da Raúl, facendole pervenire il video della sveltina. Carmen si presenta a casa di Raúl, invitando Chloe a lasciarli soli perché devono regolare i conti.
Nico invita il cugino a non suicidarsi, ricordandogli che è stato proprio lui a spingerlo verso la transizione. Isadora si è decisa a collaborare con la polizia, facendo arrestare sia suo padre che la madre di Rocío. Carmen spinge Raúl giù dal terrazzo, fornendo un alibi a Chloe. Joel ha scelto di non seguire Iván, rendendosi conto che non può continuare a essere mantenuto da lui, mentre Omar riprende la terapia. 
La polizia arriva sul luogo dove è morto Raúl, mentre la detective interroga Chloe, quest'ultima pensa che sua madre sappia qualcosa.
Dalmar ha filmato la caduta di Raúl, riprendendo Carmen affacciata al terrazzo.
- Special guest star: Leonardo Sbaraglia (Martín), Maribel Verdú (Carmen), Anitta (Jessica).
- Altri interpreti: Laia Alemany (paramedico), Victor Ramos (agente di polizia), Olaya Caldera (María), Pepe Ocio (Alfonso), María Ordóñez (Luana), Luz Cipriota (Roberta), Astrid Jones (Catalina), Bernabé Fernández (Mateo).